# Kerstcadeau (lied)
Kerstcadeau is een lied van de Nederlandse zanger Nielson. Het werd in 2022 als single uitgebracht.

## Achtergrond
Kerstcadeau is geschreven door Lodewijk Martens, Barend de Ronden en Niels Littooij en geproduceerd door Martens. Het is een kerstlied uit het genre nederpop. In het lied zingt de artiest over kerst met zijn vriendin. In het lied vertelt hij dat hij het jaar ervoor in de steek was gelaten en in het begin van het nummer vermoedt hij dat hetzelfde gaat gebeuren als het meisje niet komt opdagen. Aan het eind van het lied blijkt ze toch te komen. 
Het is de eerste keer dat de zanger een kerstlied uitbrengt. Naar eigen zeggen stond het maken van een kerstlied al tien jaar lang op zijn verlanglijstje. Het nummer werd bij radiozender 100% NL uitgeroepen tot de Hit van 100. Het was tijdens de kerstperiode van 2022 het meest gedraaide kerstnummer van Nederlandse bodem in Nederland.

## Hitnoteringen
De artiesten hadden succes met het lied in de hitlijsten van het Nederlands taalgebied. In de Nederlandse Top 40 kwam het tot de 24e positie. Het was vier weken in de Top 40 te vinden. De piekpositie in de Vlaamse Ultratop 50 was de 42e plaats in de drie weken dat het in deze lijst stond. Het piekte op de vijftigste plaats van de Nederlandse Single Top 100 en stond twee weken in deze hitlijst.